# Jesper Zuschlag
Jesper Zuschlag (født 20. juli 1987) er en dansk skuespiller, manuskriptforfatter og instruktør. I samarbejde med Julie Rudbæk har Zuschlag instrueret danske tv-serier og film som Generation SoMe!, 29 (2018-2021), Elsker dig for tiden (2022) og Bag enhver mand (2023), hvori han selv også medvirker som skuespiller.

## Filmografi

### Film
| År   | Titel                                                    | Rolle          |
| ---- | -------------------------------------------------------- | -------------- |
| 2010 | Sandheden om mænd                                        | Kunstfyr       |
| 2015 | Iqbal & den hemmelige opskrift                           | Interviewer    |
| 2019 | Selvhenter                                               | Stefan         |
| 2020 | De forbandede år                                         | Ove Steffensen |
| 2022 | De forbandede år 2                                       | Ove Steffensen |
| 2022 | Året jeg begyndte at onanere og stoppede med at præstere | Morten         |
| 2022 | Elsker dig for tiden                                     | Nikolaj        |

### Serier
| År        | Titel                           | Rolle              |
| --------- | ------------------------------- | ------------------ |
| 2016      | Bedrag                          | Mand på restaurant |
| 2017      | Generation SoME                 | Flere              |
| 2017      | Gidseltagningen                 | Jim                |
| 2017      | Mercur                          | Henry              |
| 2018-2021 | 29                              | Jesper             |
| 2021      | Fars drenge                     | Henrik             |
| 2023      | Hvorfor snakker vi ikke om mig? | Flere roller       |
| 2023      | Suplex                          | Jesper             |
| 2023      | Bag enhver mand                 | Michael Ravnshøj   |